# Говорушка красноватая
Под названием «говорушка беловатая» также часто понимается вид Clitocybe candicans.
Говору́шка краснова́тая, или боро́здчатая (лат. Clitocybe rivulosa), также говорушка белова́тая, вы́беленная, или обесцве́ченная (Clitocybe dealbata) — вид грибов, включённый в род Говорушка (Clitocybe) семейства Рядовковые (Tricholomataceae).

## Описание
Плодовые тела некрупные, шляпконожечные.
Шляпка диаметром 2—4 (6) см, у молодых грибов выпуклая, с подвёрнутым краем, позднее — распростёртая, у старых грибов — плоская или вдавленная, часто с волнистым краем. Цвет шляпки варьирует от мучнисто-белого, беловато-сероватого и розовато-палевого у молодых грибов до охристого и розовато-буроватого у зрелых. У зрелых грибов на шляпке бывают неясные сероватые пятна. Поверхность шляпки покрыта тонким мучнистым налётом, который легко снимается; в сырую погоду она немного слизистая, в сухую — шелковистая и блестящая; при высыхании растрескивается и становится светлее.
Мякоть тонкомясистая (3—4 мм толщиной на диске шляпки), упругая и волокнистая, беловатая, при срезе не меняет цвета. Вкус грибной; запах сладковатый, приятный.
Ножка 2—4 см длиной и 0,4—0,8 см толщиной, цилиндрическая, чуть сужающаяся к основанию, прямая или искривлённая, у молодых грибов сплошная, позднее — полая; поверхность беловатая или сероватая, местами покрытая пятнами орехового цвета, темнеющая при надавливании, продольноволокнистая.
Пластинки частые, беловатые, позднее серовато-беловатые, в зрелости приобретают светло-жёлтый цвет, нисходящие на ножку, 2 — 5 мм шириной.
Споровый порошок почти белый. Споры 4—6×3—4 мкм, эллипсоидные, гладкие, бесцветные. Базидии четырёхспоровые, 18—29×5—7 мкм. Хейлоцистиды отсутствуют.

## Экологияи распространение
Растёт на почве или на подстилке в местах с травяным покровом — на лугах и пастбищах или на опушках, полянах и вырубках в лиственных и смешанных лесах, а также в парках. Плодовые тела появляются группами, иногда очень большими; образуют «ведьмины круги». Распространён в умеренной зоне Северного полушария.
Сезон с середины июля по ноябрь.

## Сходные виды
На говорушку беловатую похожи другие ядовитые виды говорушек:
- Говорушка листолюбивая (Clitocybe phyllophila) произрастает только в лесах, отличается обычно более крупными размерами и розоватым споровым порошком.
- Говорушка белёсая (Clitocybe candicans) также произрастает только в лесах, отличается, напротив, меньшими размерами, очень частыми пластинками и более узкими спорами.
- Clitocybe augeana произрастает в траве под хвойными, отличается сероватой окраской и заметным мучным запахом.

Похожие на говорушку беловатую пригодные в пищу виды:
- Подвишенник (Clitopilus prunulus) отличается более сильным мучным запахом;
- Опёнок луговой (Marasmius oreades) отличается горьким миндальным запахом, светло-коричневой шляпкой и узкоприросшими, почти свободными пластинками. Этот гриб часто растёт по соседству с говорушкой.

## Токсичность
Опасный ядовитый гриб; содержание мускарина в говорушке беловатой выше, чем в красном мухоморе. Мускарин, содержащийся в плодовых телах говорушки беловатой (так же, как и в плодовых телах родственных видов например, Clitocybe phyllophila), может вызывать тяжелые отравления, которые проявляются через 15—20 минут после приёма усилением секреции слюны и слёз, потливостью, в больших дозах — ослаблением сердечного ритма, резким понижением артериального давления, нарушением дыхания, сильной рвотой и поносом. Обычно симптомы отравления начинают ослабевать через два часа. Смертельные исходы — достаточно редкое явление. Антидотом при отравлении мускарином является атропин и другие М-холиноблокаторы.

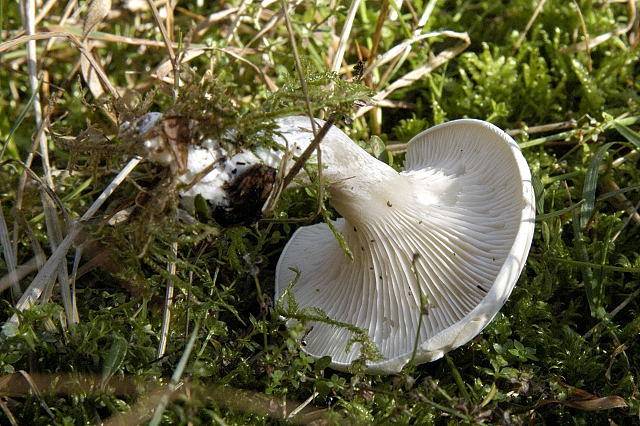

## Таксономия
В литературе часто разграничивались два вида — Clitocybe rivulosa с розоватыми шляпкой и пластинками и короткой ножкой и Clitocybe dealbata с сероватой окраской и более длинной ножкой. Эти факторы оказались недостаточными для разделения, цвет гигрофанных говорушек существенно зависит от степени намокания. Молекулярно-генетические исследования также пришли к выводу об одном полиморфном виде.

### Синонимы
- Agaricus dealbatus Sowerby, 1799, nom. dub.
- Agaricus dealbatus var. agrestis Pers., 1828
- Agaricus rivulosus Pers., 1801basionym
- Agaricus rivulosus var. neptuneus Berk. & Broome, 1883
- Clitocybe dealbata (Sowerby) P.Kumm., 1871, sensu auct., nom. dub.
- Clitocybe dealbata subsp. sudorifica (Peck) H.E.Bigelow, 1982
- Clitocybe dealbata var. minor Cooke, 1883
- Clitocybe dealbata var. rivulosa (Pers.) P.Kumm., 1871
- Clitocybe dealbata var. sudorifica Peck, 1911
- Clitocybe rivulosa var. gracilis Métrod, 1939
- Clitocybe rivulosa var. neptunea (Berk. & Broome) Massee, 1893
- Clitocybe sudorifica (Peck) Peck, 1912
- Omphalia dealbata (Sowerby) Quél., 1886, nom. dub.
- Omphalia rivulosa (Pers.) Quél., 1886